# Piazza Ducale (Vigevano)

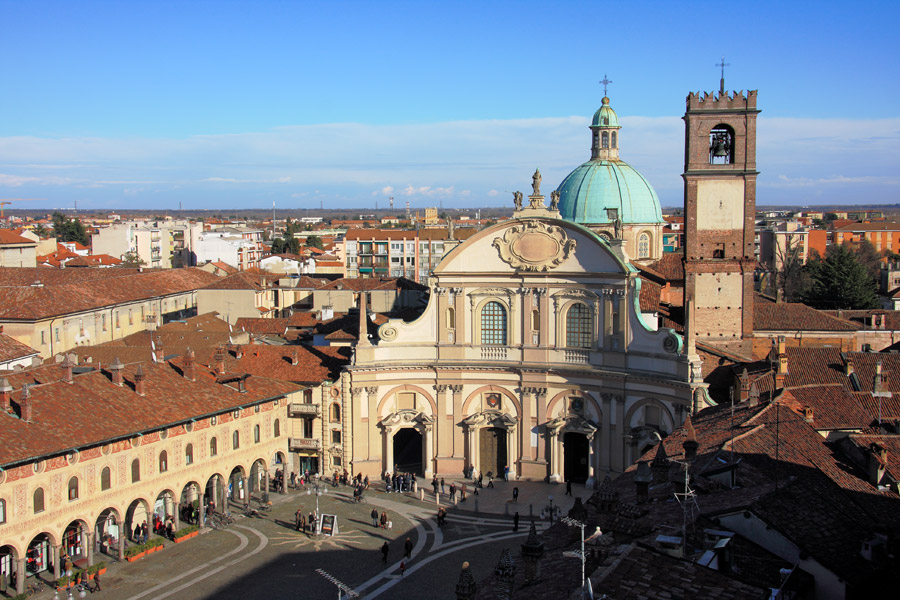
Catedral de Vigevano, en un extremo de la plaza.

Piazza ducale ('Plaza ducal' en lengua italiana) es el nombre de la plaza principal de la localidad lombarda de Vigevano. Ha pasado a ser un tópico su consideración como la «plaza más bella de Italia» o el «salón de Italia»; y es una de las primeras plazas renacentistas.

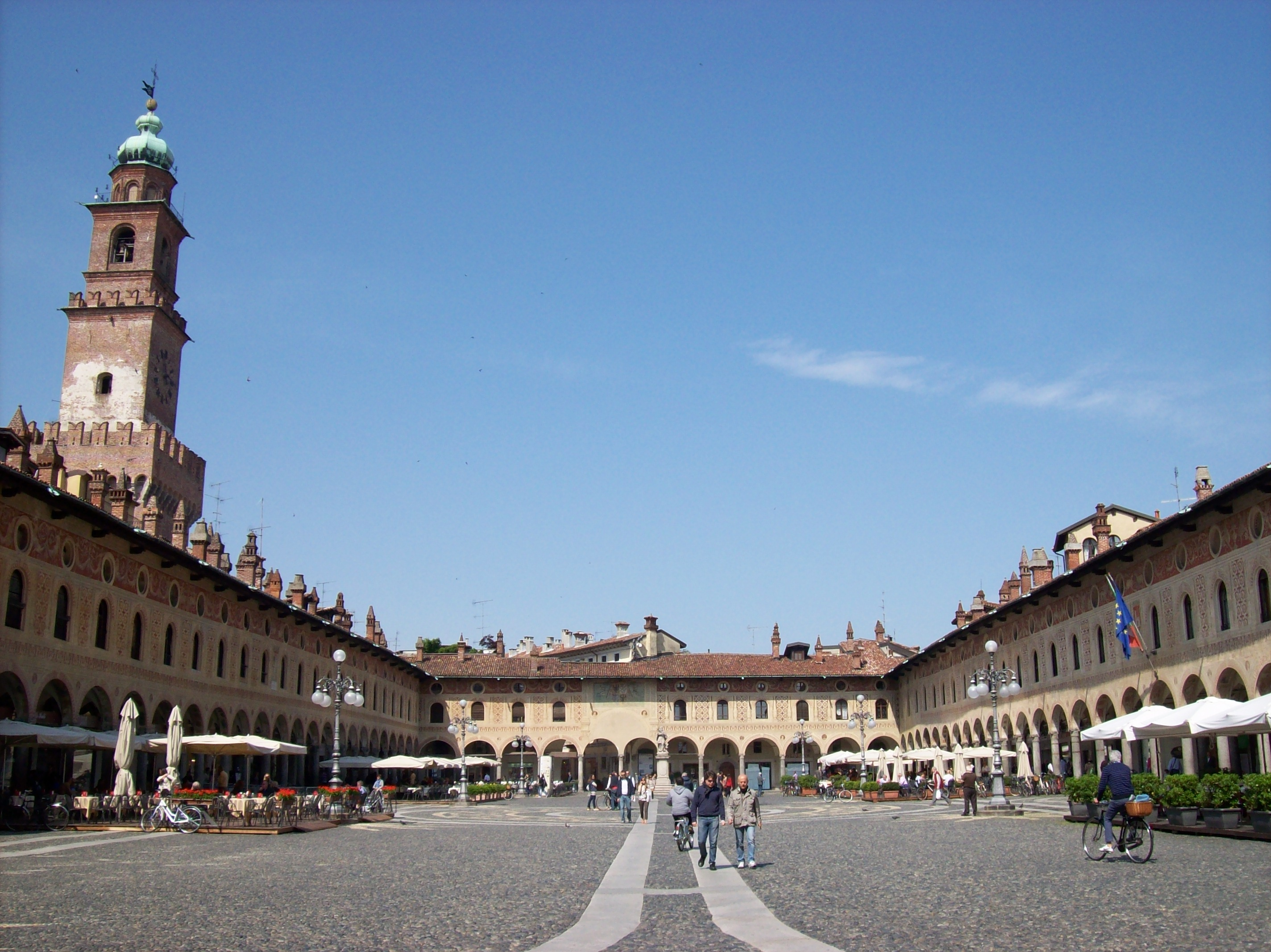
Vista general de la Piazza Ducale.

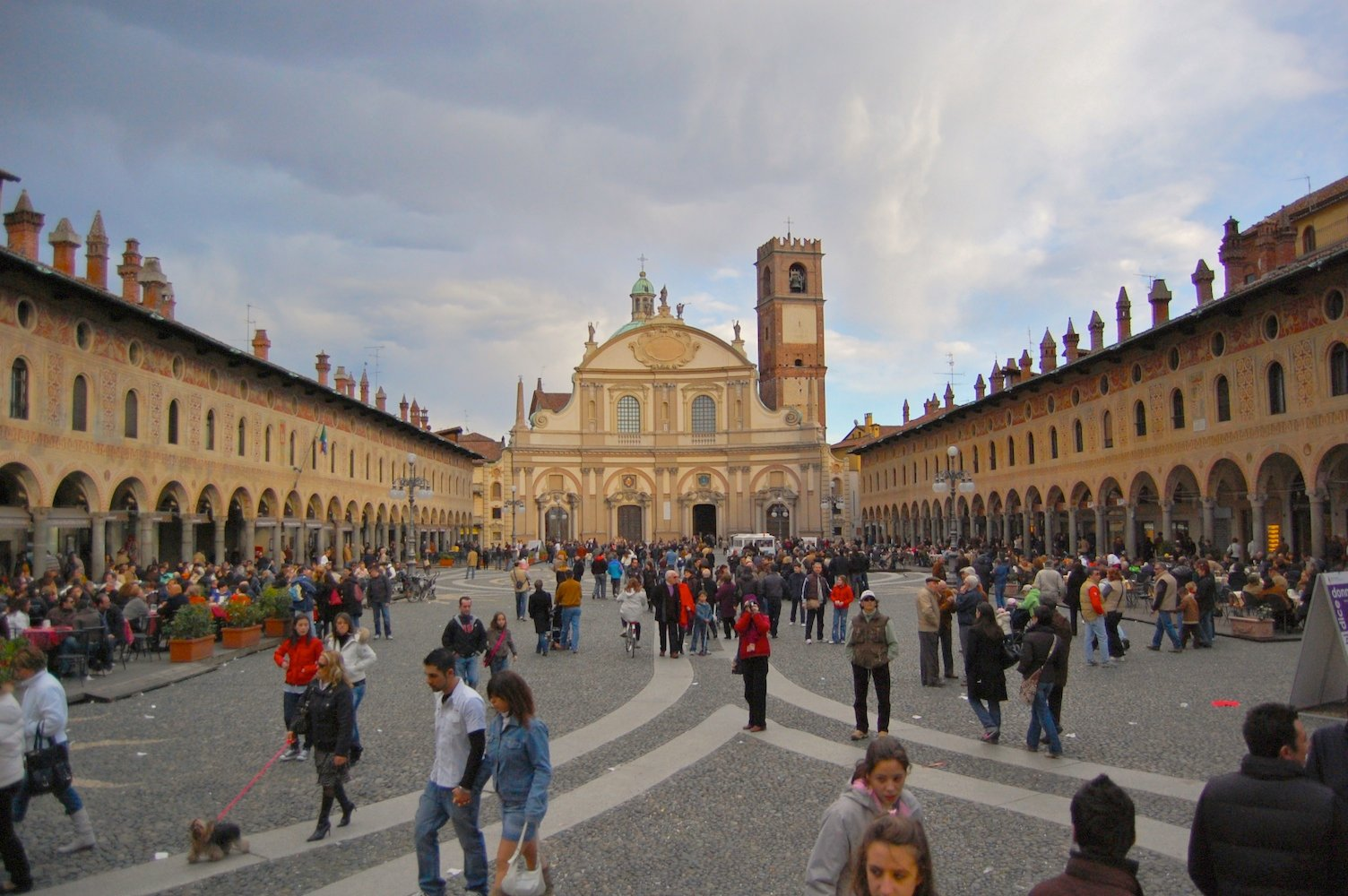
Personas en la plaza

Se construyó entre los años 1492 y 1494 bajo Ludovico Sforza «el Moro», que la encargó al ingeniero ducal Ambrogio da Corte, aunque también intervino Donato Bramante. Para su realización debieron demolerse las casas situadas bajo la escarpadura del castillo ducale o sforzesco (no debe confundirse con el Castillo Sforzesco de Milán), del que la plaza vino a ser una especie de cortile; alineándose todas las fachadas con criterios geométricos, derivados de la interpretación quattrocentista del urbanismo romano tal como lo describía el tratado de Vitrubio. El trazado es el de un rectángulo de 138 por 46 metros. Los lados largos y uno de los cortos están ocupados por edificios homogéneos, con pórticos de arcadas (sostenidas por 84 columnas, cada una con un capitel diferente) y fachadas uniformes, pintadas al fresco, cuyo piano nobile presenta ventanas de arco coronadas por un ático abierto en un óculo.
El lado restante está ocupado desde 1680 por la fachada curva del Duomo (catedral de San Ambrosio de Vigevano —también la catedral de Milán está bajo esa advocación—), diseñada por el obispo humanista y arquitecto, de origen madrileño, Juan Caramuel y Lobkowitz en estilo barroco y con un gran efecto escenográfico. Como consecuencia de esa intervención se transformó radicalmente la concepción inicial de la plaza, que se cerraba con dos arcos de triunfo que se abrían a dos calles (las actuales via del Popolo y via Silva), mientras que una larga rampa de piedra que partía del centro de la plaza permitía el acceso en carruaje y a caballo hasta el castillo; todo ello fue suprimido. El nombre de la plaza pasó a ser Piazza del Duomo ('Plaza de la catedral').
En la primera mitad del siglo XVIII, bajo el dominio austriaco, se instaló en la plaza una estatua de San Juan Nepomuceno.
Entre 1903 y 1910 se realizó una amplia obra de restauración, durante la que se descubrieron y pusieron en valor (por el pintor local Casimiro Ottone) fragmentos de los frescos originales, que habían sido cubiertos en el siglo XVII. El pavimento de la plaza se realizó con granito blanco proveniente del río Tesino. Las farolas se instalaron en 1911.
Desde la torre almenada del castillo (debida a Bramante) se contempla un notable panorama sobre la plaza y la ciudad.